# ماه ملی مربیگری

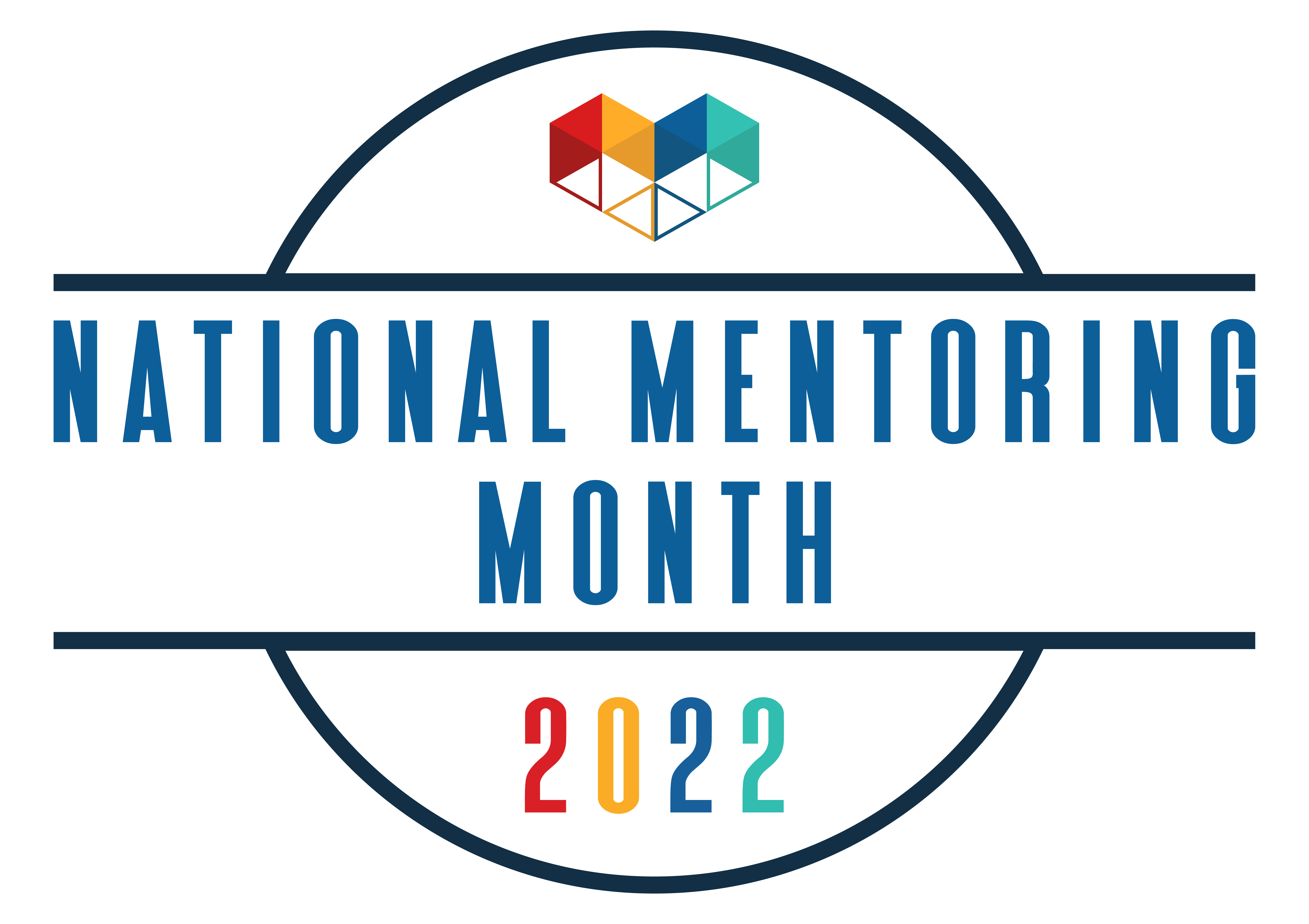
لوگوی ماه منتورینگ ملی 2022

ماه ملی مربی گری (به انگلیسی: National Mentoring Month) نام یک کمپین است که در سال 2002، برای ارتقای مشاوره جوانان و نوجوانان ، که هرساله در ایالات متحده در ماه ژانویه برگزار می‌شود.